# Atlasgimpel
Der Atlasgimpel (Rhodopechys alienus) ist eine Art in der Familie der Finken. Die Art ist eine von zwei sehr ähnlichen Arten, die bis in die 2000er-Jahre als Unterarten einer einzigen Art, des Rotflügelgimpels, aufgefasst wurden. Der Atlasgimpel bewohnt kahle Gebirgsregionen zwischen etwa 1700 und 3000 m Höhe im Hohen Atlas in Marokko im und wohl auch im Aurès im Nordosten Algeriens.

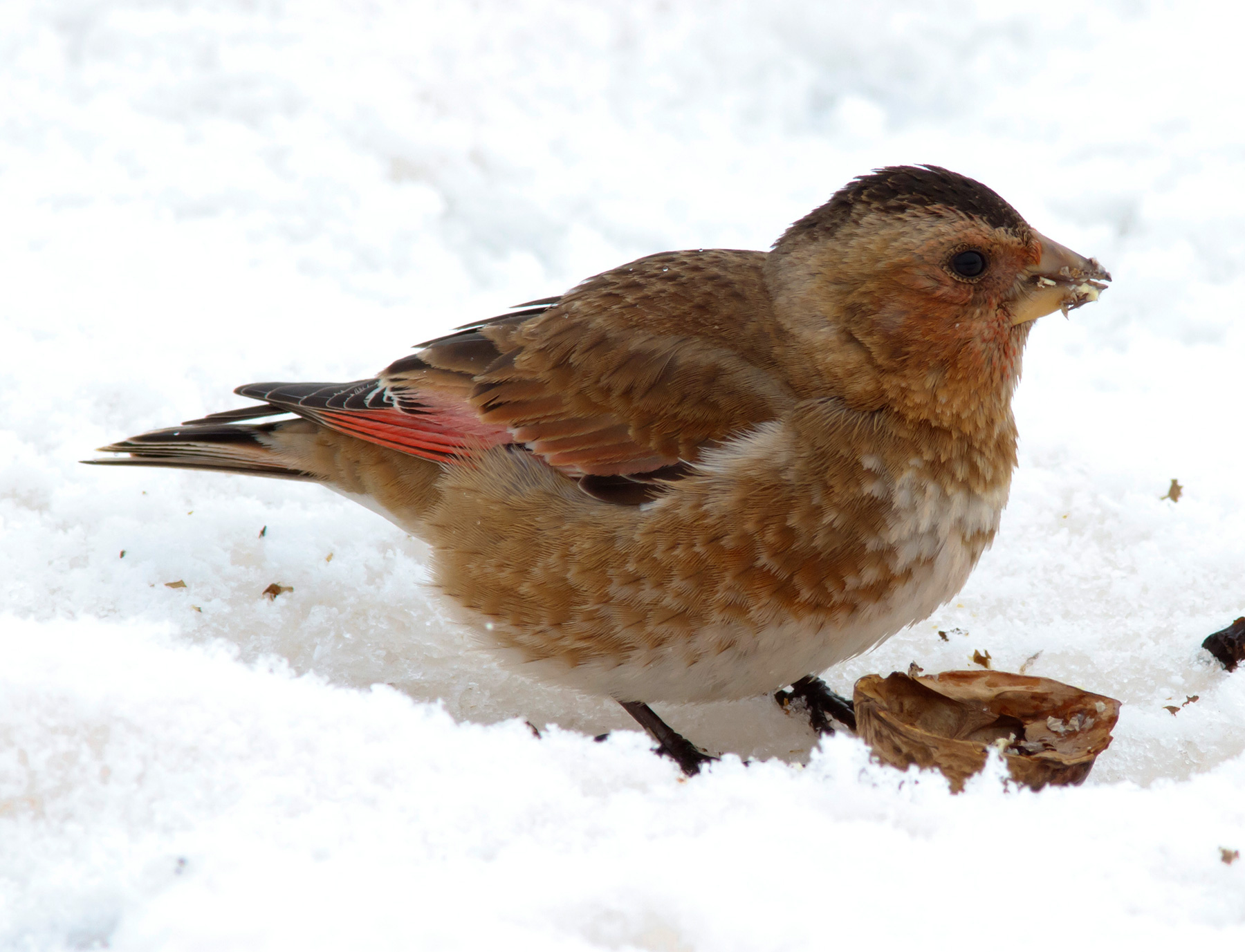
Atlasgimpel in Oukaïmeden, Marokko

Aussehen und andere Merkmale des Atlasgimpels ähneln denen des Rotflügelgimpels in hohem Maße, allenfalls die Männchen im Brutkleid weisen einige Unterscheidungsmerkmale auf. Beide Arten werden daher eingehend im Übersichtsartikel der Gattung Rhodopechys behandelt.